# NGC 3731
NGC 3731 ist eine elliptische Galaxie vom Hubble-Typ E im Sternbild Löwe auf der Ekliptik. Sie ist schätzungsweise 136 Millionen Lichtjahre von der Milchstraße entfernt.
Das Objekt wurde am 12. April 1784 von Wilhelm Herschel entdeckt.